# The Mystery Ship
The Mystery Ship er en amerikansk stumfilm fra 1917 af Harry Harvey, Henry McRae og Francis Ford.

## Medvirkende
- Ben F. Wilson som Miles Gaston
- Neva Gerber som Betty Lee
- Duke Worne som Harry Russell
- Nigel De Brulier som James Lee
- Neal Hart som X-19